# Przewóz (gmina Sieciechów)
Przewóz – wieś w Polsce położona w województwie mazowieckim, w powiecie kozienickim, w gminie Sieciechów.
Był wsią klasztoru benedyktynów sieciechowskich w województwie sandomierskim w ostatniej ćwierci XVI wieku. W latach 1975–1998 miejscowość administracyjnie należała do województwa radomskiego.
Wierni kościoła rzymskokatolickiego należą do parafii Wniebowzięcia Najświętszej Maryi Panny w Opactwie.